# Watertoren (Berg en Dal)
De watertoren in Berg en Dal is gebouwd in 1929. De watertoren heeft een waterreservoir van 110 m³.
Op de watertoren hangt een plaquette die herinnert aan een medewerker van het waterbedrijf, die als soldaat in de meidagen van 1940 om het leven is gekomen.
Op de plaquette staat de tekst:
Ter gedachtenis aan

* J.Th.Arts *

de eerste fitter-monteur

van ons bedrijf die op

* 12 mei 1940 *

op de Grebbeberg zijn

leven gaf voor het

Vaderland